# Skyhawks de College Park
Pour les articles homonymes, voir BayHawks d'Érié.
Les Skyhawks de College Park (College Park Skyhawks en anglais), sont une équipe franchisée de la NBA Gatorade League, ligue américaine mineure de basket-ball créée et dirigée par la NBA. L'équipe est domiciliée à College Park en Géorgie. L'équipe est associée aux Hawks d'Atlanta.

## Historique
Le 10 novembre 2016, les Hawks d'Atlanta annoncent qu'ils ont acheté les droits de créer une nouvelle équipe NBA D-League qui jouera dans une nouvelle salle à College Park en Géorgie à partir de la saison 2019-20. 
En décembre 2016, le Magic d'Orlando achète la franchise des BayHawks originelle dans le but de la déménager en Floride pour la saison 2017-18, devenant finalement le Magic de Lakeland. En février 2017, les anciens propriétaires des BayHawks et les Hawks d'Atlanta activent leur franchise prématurément et jouent provisoirement en tant que BayHawks d'Erié jusqu'à ce que la nouvelle arène de College Park soit terminée.

### Les Bayhawks d'Erie

#### Saison 2017-2018
Le 25 juillet 2017, ils nomment Josh Longstaff premier entraîneur de la franchise. A 34 ans, il arrive avec une solide expérience d’assistant, lui qui a tout d’abord passé 4 ans avec le Thunder d’Oklahoma City, puis 3 années avec les Knicks de New York. Si les débuts sont compliqués (4 défaites de suite), la barre est ensuite peu à peu redressée. Fin janvier, le bilan est équilibré. Un grand Jeremy Evans, joueur de la semaine début février, permet de basculer du bon côté. Mieux, alors qu’ils se doivent de gagner leurs deux derniers matchs pour éviter de manquer les playoffs, ils relèvent le challenge et remportent le titre de leur division par la même occasion,. Le premier tour des playoffs contre le Magic de Lakeland se passe bien, et 20 points de John Gillon aident bien à passer l’obstacle, 96 à 90. Le second tour, devant les 3 374 spectateurs des Mad Ants de Fort Wayne, aurait pu mal tourner. Les Bayhawks dilapident une avance de 27 longueurs, laissant à leurs adversaires deux occasions d’égaliser pour filer en prolongation. Mais heureusement les tirs ne trouvent pas la mire, et Erie parvient à l’emporter 119 à 116. L’aventure se termine en finale de conférence contre les Raptors 905. Devant les 4413 spectateurs de la Erie Insurance Arena, ils sont pourtant devant à la pause. Mais ils ne parviennent ensuite pas à stopper l’attaque adverse qui renverse la tendance. Les canadiens éliminent les Bayhawks 118 à 106. Dans les points positifs de l’exercice, Malik Rose est élu exécutif de l’année le 31 mars 2018.

#### Saison 2018-2019
A l’issue de la saison, Longstaff est nommé assistant chez les Bucks de Milwaukee. Pour les remplacer, Erie annonce le 19 juillet 2018 avoir choisi Noel Gillespie, qui a une bonne expérience sur le banc mais n’a pas particulièrement brillé avec le Swarm de Greensboro. Pourtant la saison démarre bien. Le 4 décembre Erie rentre 27 paniers à trois points lors d’une victoire sur le Swam, battant ainsi son record dans le domaine. Moins d’un mois plus tard, ils sont même leaders de leur division, grâce notamment à Terrence Jones, choisi comme membre de l’équipe type de mi-saison de la conférence Est. La suite est cependant un peu plus compliquée, avec 9 défaites en 10 matchs entre le 5 février 2019 et le 3 mars. Cet accroc les fait basculer sous les 50 % de succès, et ne leur permet pas de rallier les playoffs. 

### Les Skyhawks de College Park

#### Saison 2019-2020
Pendant que la série noire des Bayhawks, le 21 février 2019, les Hawks d’Atlanta annoncent que leur équipe affiliée se nommera Skyhawks de College Park. Elle doit disputer ses matchs à la Gateway Center Arena, une salle de 3500 places. Ironie du sort, les Skyhawks disputent leur première rencontre à Erie, devenue franchise affiliée des Pelicans de la Nouvelle Orléans… Une défaite. Ils tiennent cependant un bilan relativement équilibré, jusqu’à la nomination de Brandon Goodwin dans l’équipe type de mi-saison de la conférence Est. A peu près au même moment commence une série de 7 revers en 9 matchs, qui les fait plonger au classement. L’exercice se termine prématurément le 13 mars, lorsque la ligue suspend la saison en raison de l’épidémie de Covid-19.

#### Saison 2020-2021
A peine la fin de saison actée, les SkyHawks prennent les premières mesures pour remédier à ces difficultés. Le 09 juillet 2020, Tori Miller est nommée manager générale de la franchise. Décision historique, car elle est la première femme signée à ce poste dans l'histoire de la GLeague. Elle n'est toutefois pas une inconnue à College Park, car elle était l'assistante de l'ancien GM, Derek Pierce.

### Logos

Logo des BayHawks d'Érié (2017-2019)
Logo des Skyhawks de College Park (2019-présent)

## Résultats sportifs

### Palmarès
| Palmarès des Bayhawks d'Érié                     |
| - NBA Gatorade League - 3 participations - Néant |

### Saison par saison
| BayHawks d'Érié           |                           |                           |     |    |      |                                                     |  |
| 2017-2018                 | Southeast                 | 1er                       | 28  | 22 | .560 | Éliminé en finale de conférence (Raptors 905)       |  |
| 2018-2019                 | Southeast                 | 4e                        | 24  | 26 | .480 |                                                     |  |
| Skyhawks de College Park  |                           |                           |     |    |      |                                                     |  |
| 2019-2020                 | Southeast                 | 3e                        | 20  | 23 | .465 |                                                     |  |
| 2020-2021                 | -                         | 3e                        | 11  | 4  | .733 | Éliminé en quarts-de-finale (Magic de Lakeland)     |  |
| 2021-2022                 | Southeast                 | 3e                        | 20  | 13 | .606 | Éliminé en quarts-de-finale (Go-Go de Capital City) |  |
| Bilan en saison régulière | Bilan en saison régulière | Bilan en saison régulière | 103 | 88 | .539 |                                                     |  |
| Bilan en Playoffs         | Bilan en Playoffs         | Bilan en Playoffs         | 2   | 3  | .400 |                                                     |  |

## Personnalités et joueurs du club

### Entraîneurs successifs
Le tableau suivant présente la liste des entraîneurs du club depuis 2017.
| #               | Entraîneur          | Période   | Saison régulière | Saison régulière | Saison régulière | Saison régulière | Playoffs | Playoffs | Playoffs | Playoffs | Récompenses |
| #               | Entraîneur          | Période   | M                | V                | D                | %                | M        | V        | D        | %        | Récompenses |
| --------------- | ------------------- | --------- | ---------------- | ---------------- | ---------------- | ---------------- | -------- | -------- | -------- | -------- | ----------- |
| BayHawks d'Érié |                     |           |                  |                  |                  |                  |          |          |          |          |             |
| 1               | Josh Longstaff (en) | 2017-2018 | 50               | 28               | 22               | .560             | 3        | 2        | 1        | .667     |             |
| 2               | Noel Gillespie (en) | 2018-2021 | 93               | 44               | 49               | .473             | -        | -        | -        | -        |             |
| 3               | Steve Gansey (en)   | 2021-     | 33               | 20               | 13               | .606             | 1        | 0        | 1        | .000     |             |

### Joueurs célèbres ou marquants
.